# اسفنگوزین-۱-فسفات
اسپینگوسین-۱-فسفات (به انگلیسی: Sphingosine-1-phosphate) با فرمول شیمیایی C18H38NO5P یک ترکیب شیمیایی با شناسه پاب‌کم 5283560 است. که جرم مولی آن ۳۷۹٫۴۷۲ گرم بر مول می‌باشد. 